# Лубенська міська територіальна громада
Лубенська міська громада — територіальна громада в Україні, в Лубенському районі Полтавської області. Адміністративний центр — місто Лубни.
Площа громади — 1068,5 км², населення — 69 210 мешканців (2020).

## Населені пункти
У складі громади 1 місто (Лубни) і 62 села:
- Барвінщина
- Березівка
- Березоточа
- Броварки
- Висачки
- Вищий Булатець
- Вільшанка
- Вовча Долина
- Вовчик
- Войниха
- В'язівок
- Засулля
- Ісківці
- Калайдинці
- Клепачі
- Кононівка
- Кревелівка
- Крем'янка
- Крутий Берег
- Кузубівка
- Куп'єваха
- Литвяки
- Ломаки
- Луки
- Лушники
- Малий В'язівок
- Матяшівка
- Мацківці
- Мацкова Лучка
- Мгар
- Михнівці
- Назарівка
- Нижній Булатець
- Новаки
- Окіп
- Олександрівка
- Оріхівка
- Пишне
- Піски
- Покровське
- Пологи
- Пулинці
- П'ятигірці
- Ремівка
- Свічківка
- Селюків
- Снітин
- Снітине
- Солониця
- Стадня
- Суха Солониця
- Терни
- Тернівщина
- Тишки
- Тотчине
- Халепці
- Хитці
- Хорошки
- Чернече
- Чуднівці
- Шершнівка
- Шинківщина